# A Kentucky Girl (film 1915)
A Kentucky Girl è un cortometraggio muto del 1915. Il nome del regista non viene riportato nei credit del film che ha come interprete principale William Parsons, un popolare attore dell'epoca, qui affiancato da Lucille Young (nel ruolo del titolo) e da Charles K. French.

## Produzione
Il film fu prodotto dalla Navajo Films.

## Distribuzione
Distribuito dalla Associated Film Sales Corp., il film - un cortometraggio in due bobine - uscì nelle sale USA il 20 settembre 1915.